# Bisdom Faenza-Modigliana
Het bisdom Faenza-Modigliana (Latijn: Dioecesis Faventina-Mutilensis; Italiaans: Diocesi di Faenza-Modigliana) is een in de Italiaanse provincies Ravenna en Forlì-Cesena (regio Emilia-Romagna) gelegen rooms-katholiek bisdom met zetel in de stad Faenza. Het bisdom behoort tot de kerkprovincie Bologna, en is, samen met het aartsbisdom Ferrara-Comacchio en het bisdom Imola suffragaan aan het aartsbisdom Bologna.

## Geschiedenis
Het bisdom Faenza-Modigliana ontstond op 30 september 1986 toen de voorheen zelfstandige bisdommen Faenza en Modigliana werden samengevoegd.

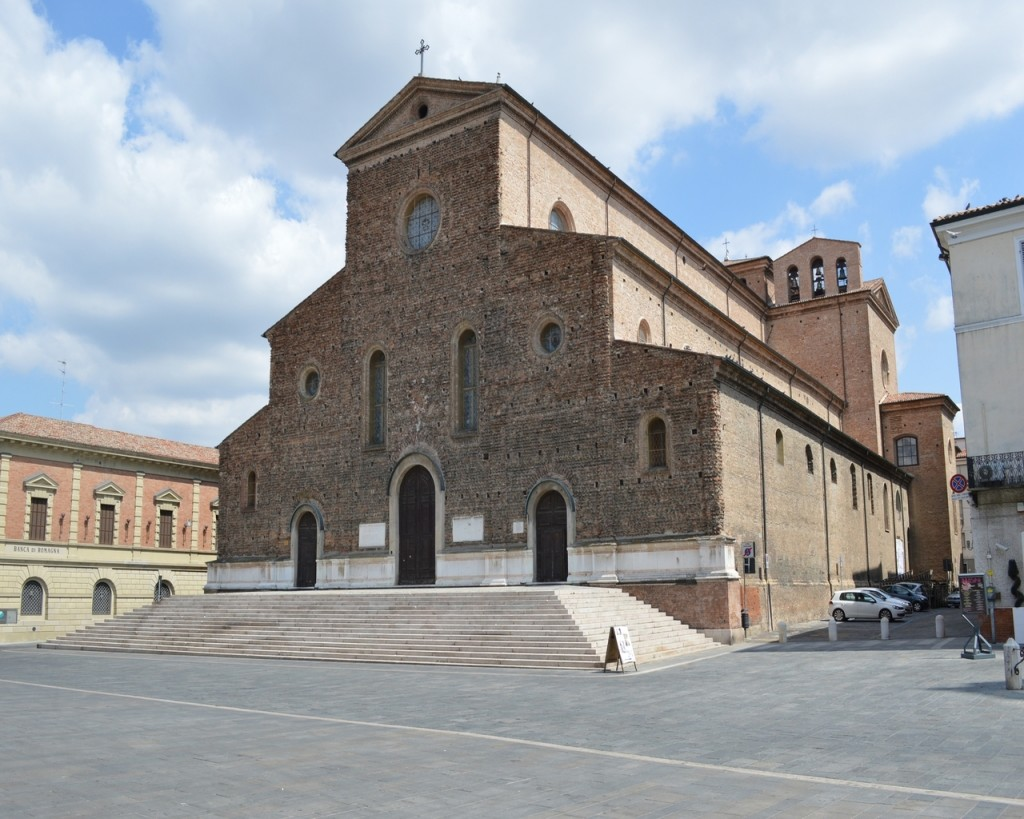
Kathedraal van Faenza